# George Pal
George Pal, rojen György Pál Marczincsak, madžarsko-ameriški animator, režiser in producent, * 1. februar 1908, Cegléd, Avstro-Ogrska (danes Madžarska), † 2. maj 1980, Los Angeles, Kalifornija, Združene države Amerike.
Znan je predvsem po seriji uspešnih znanstvenofantastičnih filmov v 1950. letih, ki so popularizirali ta žanr v Združenih državah Amerike.

## Življenjepis
Diplomiral je iz arhitekture na umetnostni akademiji v Budimpešti, nato pa se usmeril v film. Sprva se je le s težavo preživljal, med drugim kot oblikovalec mednapisov za neme filme. Leta 1931 se je preselil v Berlin, kjer je za studio UFA oblikoval scenografijo in se pričel ukvarjati z animacijo. Ko so v Nemčiji prišli na oblast nacisti, je zapustil državo in deloval v različnih evropskih mestih (Amsterdam, Pariz,...); v tem obdobju je ustvaril serijo kratkih animiranih filmov z lutkami, kasneje znanih pod skupnim imenom Puppetoons. Kasneje je zašel v težave, ko je produciral kratek alegorični animirani film, ki je kritiziral fašizem.
Leta 1939 je obiskal ZDA kot gostujoči predavatelj na Univerzi Columbia, kjer je dobil ponudbo produkcijske hiše Paramount Pictures. Emigriral je v ZDA in zanje ustvaril serijo tehnično dovršenih in komercialno uspešnih kratkih filmov z lutkami, ki so mu leta 1943 prinesli častnega oskarja. Nekaj let kasneje je zapustil podjetje Paramount Pictures in postal samostojni producent ter se pričel ukvarjati z igranimi filmi. Njegov prvi projekt je bil film The Great Rupert (1949) režiserja Irvinga Pichela, s katerim je kasneje sodeloval tudi pri znanstvenofantastičnem filmu Destination Moon (1950), ki je postal velik hit in sprožil pravo manijo v ZDA. Po njem je produciral še več znanstvenofantastičnih in fantazijskih filmov ter prejel več oskarjev za posebne učinke.
Konec 1950. let je začel delati za Metro-Goldwyn-Mayer, kjer je nastal njegov režiserski prvenec, fantazijski muzikal tom thumb (1958). Med vidnejšimi filmi iz tega obdobja je bil Časovni stroj (1960) z Rodom Taylorjem v glavni vlogi, ki je prav tako doživel velik finančni uspeh ter mu prav tako prinesel oskarja za posebne učinke. Njegov naslednji film, fantazijski Seven Faces of Dr. Lao (1964) je po mnenju nekaterih oboževalcev njegovo najboljše delo, vendar ta ni bil komercialno uspešen. V naslednjih desetih letih je produciral le še dva filma. Njegov zadnji, Doc Savage: The Man of Bronze, je prav tako doživel polom zaradi neprepričljive produkcije, nakar Palu ni več uspelo prepričati odgovornih pri MGM da mu financirajo novo serijo znanstvenofantastičnih filmov konec 1970. let.
Ob smrti leta 1980 je zapustil nekaj nedokončanih projektov, med drugim je podpisan kot soavtor knjige Time Machine II (1981), nadaljevanja novele Časovni stroj H.G. Wellsa, ki naj bi bil povezan z nerealiziranim nadaljevanjem njegove uspešnice iz leta 1960. Leta 1986 je izšel dokumentarec Fantasy World of George Pal o njegovem delu, leto kasneje pa še The Puppetoon Movie, ki je celovečerna kompilacija njegovih zgodnjih animiranih del.

## Filmografija
Seznam Palovih igranih celovečernih filmov:
- The Great Rupert (1950) (producent)
- Destination Moon (1950) (producent; oskar za posebne učinke 1950)
- When Worlds Collide (1951) (producent; oskar za posebne učinke 1951)
- The War of the Worlds (1953) (producent; oskar za posebne učinke 1953)
- Houdini (1953) (producent)
- The Naked Jungle (1954) (producent)
- Conquest of Space (1955) (producent)
- tom thumb (1958) (producent, režiser; oskar za posebne učinke 1958)
- Časovni stroj (The Time Machine, 1960) (producent, režiser, kostumograf; oskar za posebne učinke 1960)
- Atlantis, the Lost Continent (1961) (producent, režiser)
- The Wonderful World of the Brothers Grimm (1962) (producent, režiser; oskar za kostumografijo 1962)
- 7 Faces of Dr. Lao (1964) (producent, režiser; častni oskar za ličenje 1964)
- The Power (1968) (koproducent)
- Doc Savage: The Man of Bronze (1975) (producent).